# Keiji Kaimoto
Keiji Kaimoto (Osaka, 26. studenog 1972.) japanski je nogometaš.

## Klupska karijera
Igrao je za Vissel Kobe, Nagoya Grampus Eight i Albirex Niigata.

## Reprezentativna karijera
Za japansku reprezentaciju igrao je 2000. godine. Odigrao je 1 utakmice.
S japanskom reprezentacijom Keiji Kaimoto je igrao na Azijskom kupu 2000.

## Statistika
| Japan  | Japan | Japan |
| Godina | Nast. | Gol.  |
| ------ | ----- | ----- |
| 2000.  | 1     | 0     |
| Ukupno | 1     | 0     |

## Vanjske poveznice
- National Football Teams
- Japan National Football Team Database